# 戴维斯·古根海姆
戴维斯·古根海姆（Philip Davis Guggenheim，1963年11月3日—）是一位美国电影导演与制片人，亦是一名奥斯卡奖得主。

## 家庭
古根海姆是奥斯卡奖得主查尔斯·古根海姆与马里恩·古根海姆的儿子。他在1986年毕业于布朗大学。他妻子是美国女演员伊麗莎白·蘇，两人育有三个子女：Miles William, Stella Street, 和 Agnes Charles。

## 事业
古根海姆是电影《训练日》的一位执行制片人。他曾参与了《盾牌》、《双面女间谍》(Alias)、《24小时》等电视剧的制作。
古根海姆在2006年导演并制作了《不願面對的真相》，由美国前副总统艾伯特·高爾主演。该片在2007年2月获得第七十九届奥斯卡金像奖最佳纪录片奖。